# Venthon
Venthon est une commune française située dans le département de la Savoie, en région Auvergne-Rhône-Alpes.

## Urbanisme

### Typologie
Au 1er janvier 2024, Venthon est catégorisée ceinture urbaine, selon la nouvelle grille communale de densité à sept niveaux définie par l'Insee en 2022.
Elle appartient à l'unité urbaine d'Albertville, une agglomération intra-départementale regroupant 17  communes, dont elle est une commune de la banlieue,,. Par ailleurs la commune fait partie de l'aire d'attraction d'Albertville, dont elle est une commune de la couronne,. Cette aire, qui regroupe 30 communes, est catégorisée dans les aires de 50 000 à moins de 200 000 habitants,.

### Occupation des sols
L'occupation des sols de la commune, telle qu'elle ressort de la base de données européenne d’occupation biophysique des sols Corine Land Cover (CLC), est marquée par l'importance des forêts et milieux semi-naturels (72,2 % en 2018), une proportion identique à celle de 1990 (72,2 %). La répartition détaillée en 2018 est la suivante : 
forêts (72,2 %), zones urbanisées (19,2 %), zones industrielles ou commerciales et réseaux de communication (5,1 %), zones agricoles hétérogènes (3,5 %).
L'IGN met par ailleurs à disposition un outil en ligne permettant de comparer l’évolution dans le temps de l’occupation des sols de la commune (ou de territoires à des échelles différentes). Plusieurs époques sont accessibles sous forme de cartes ou photos aériennes : la carte de Cassini (XVIIIe siècle), la carte d'état-major (1820-1866) et la période actuelle (1950 à aujourd'hui).

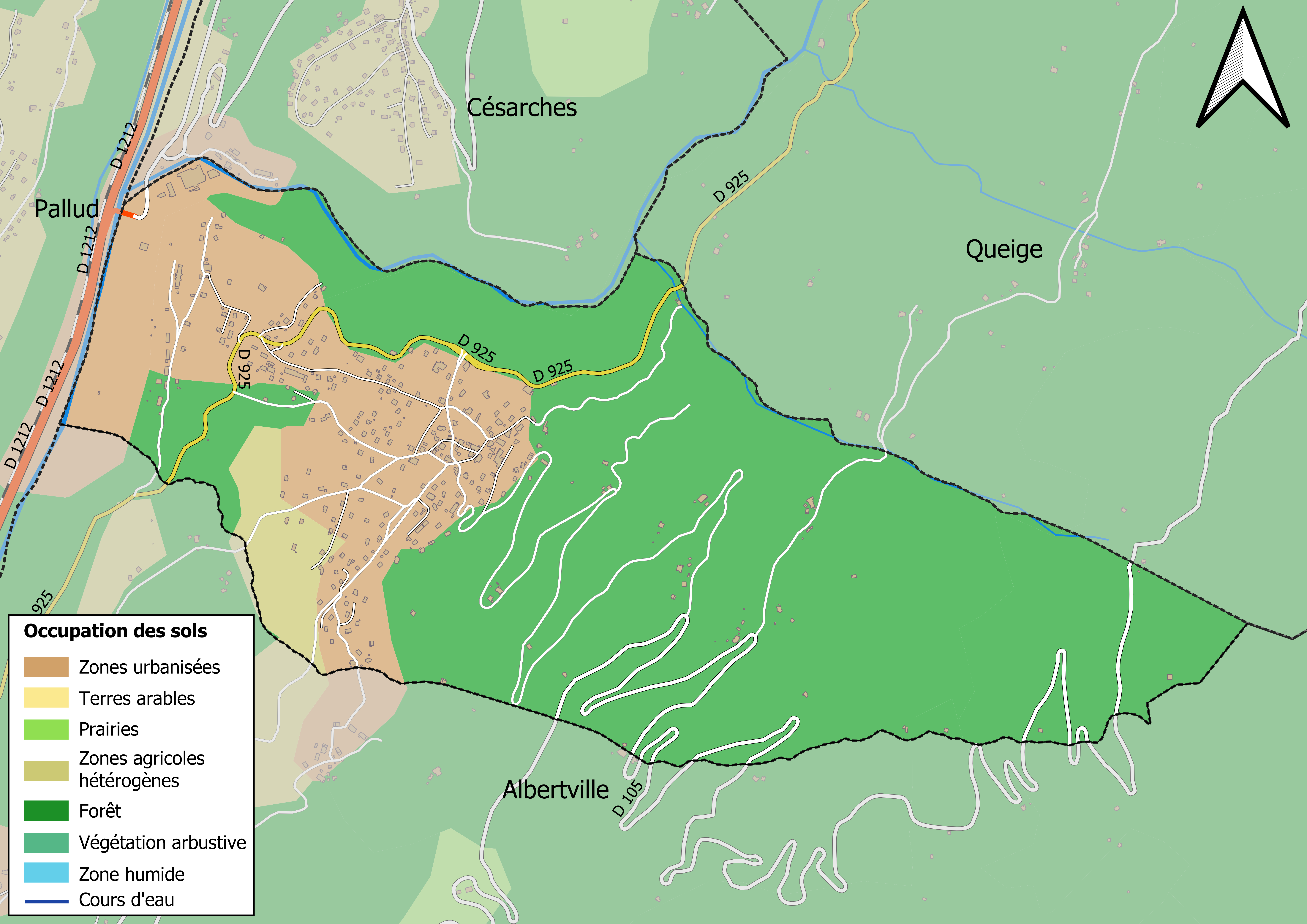
Carte des infrastructures et de l'occupation des sols en 2018 (CLC) de la commune.
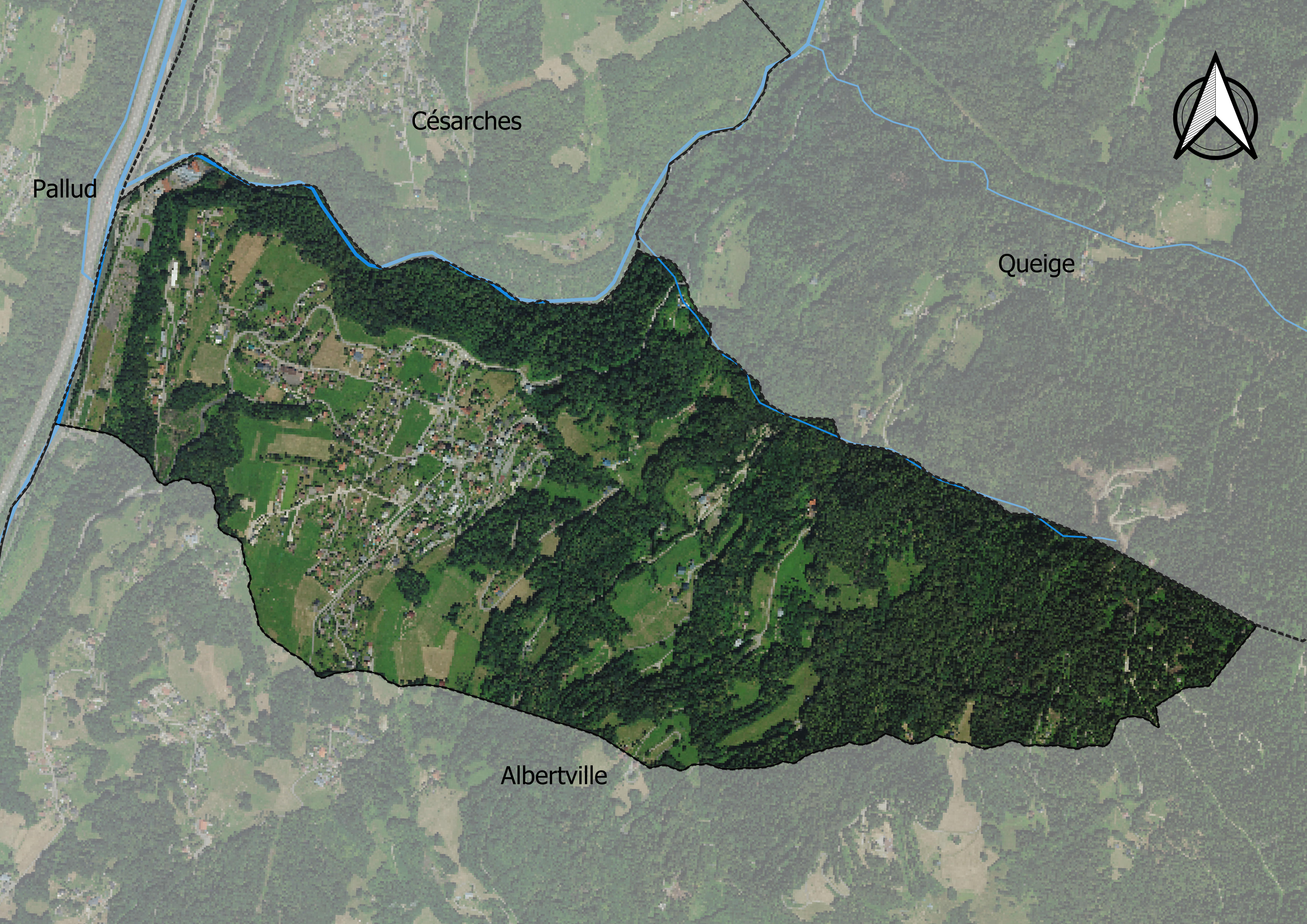
Carte orthophotogrammétrique de la commune.

## Toponymie
En francoprovençal, le nom de la commune s'écrit Vinton, selon la graphie de Conflans.

## Histoire
Certains prétendent que Venthon vient de Vatusicum, désignant le fromage de pays Ceutrons.
- Époque romaine : Ventaonus.
- Jusqu'en 1760 : Vanton.
- Son orthographe définitive, Venthon, depuis 1760.

## Politique et administration
| Période                                  | Période  | Identité            | Étiquette | Qualité                |
| ---------------------------------------- | -------- | ------------------- | --------- | ---------------------- |
| 1977                                     | En cours | François Cantamessa | DVD       | Président de la Co.RAl |
| Les données manquantes sont à compléter. |          |                     |           |                        |

## Démographie
Les habitants de la commune sont appelés les Venthonais(es),.

L'évolution du nombre d'habitants est connue à travers les recensements de la population effectués dans la commune depuis 1793. Pour les communes de moins de 10 000 habitants, une enquête de recensement portant sur toute la population est réalisée tous les cinq ans, les populations de référence des années intermédiaires étant quant à elles estimées par interpolation ou extrapolation. Pour la commune, le premier recensement exhaustif entrant dans le cadre du nouveau dispositif a été réalisé en 2004.

En 2022, la commune comptait 607 habitants, en évolution de −4,41 % par rapport à 2016 (Savoie : +3,63 %, France hors Mayotte : +2,11 %).
| 1793 | 1800 | 1806 | 1822 | 1838 | 1848 | 1858 | 1861 | 1866 |
| ---- | ---- | ---- | ---- | ---- | ---- | ---- | ---- | ---- |
| 218  | 248  | 291  | 296  | 308  | 296  | 277  | 265  | 231  |

| 1872 | 1876 | 1881 | 1886 | 1891 | 1896 | 1901 | 1906 | 1911 |
| ---- | ---- | ---- | ---- | ---- | ---- | ---- | ---- | ---- |
| 255  | 247  | 266  | 258  | 267  | 277  | 272  | 250  | 246  |

| 1921 | 1926 | 1931 | 1936 | 1946 | 1954 | 1962 | 1968 | 1975 |
| ---- | ---- | ---- | ---- | ---- | ---- | ---- | ---- | ---- |
| 269  | 249  | 309  | 260  | 322  | 382  | 463  | 488  | 501  |

| 1982 | 1990 | 1999 | 2004 | 2006 | 2009 | 2014 | 2019 | 2022 |
| ---- | ---- | ---- | ---- | ---- | ---- | ---- | ---- | ---- |
| 559  | 587  | 584  | 622  | 626  | 605  | 635  | 593  | 607  |

## Économie

### Industrie
La commune de Venthon présentait le privilège, pour les pionniers de la houille blanche, de se situer, dans sa partie basse, au confluent du Doron de Beaufort avec l'Arly vers 350 mètres d'altitude. Or, le cours inférieur du doron correspond à une typique gorge de raccordement entre vallées glaciaires, avec une forte pente. C'est ce  site qui a tenté le papetier Aubry en 1888, mais dès 1899 les locaux avaient été loués à Paul Girod venu de Suisse. Il les avait aménagés pour la mise au point du vanadium. Il expérimenta également divers alliages (ferro-tungstène, ferro-molyblène, ferro-uranium, ferro-tantale, et ferro-bore) avant de passer à la fabrication industrielle du ferrochrome et du ferromanganèse,. Il devait abandonner ce site dès 1909, pour lancer à Ugine sa fameuse aciérie. Il avait cependant entrepris, pour satisfaire ses besoins d'électricité, l'équipement du Doron de Beaufort. La centrale dite de Venthon fonctionne toujours sous une chute de 104 mètres depuis la retenue à 454 mètres sur la commune de Queige. Depuis 1904, les perspectives étaient devenues encore plus prometteuses pour l'installation d'une industrie lourde grâce à la desserte ferroviaire par la ligne d'Albertville à Annecy.
Au lendemain de la Première Guerre mondiale, le développement du site de Venthon est resté l'affaire de la société d'Ugine (la Société d’électrochimie, d'électrométallurgie et des aciéries électriques d'Ugine-SECEMAEU) qui continuait par ailleurs l'équipement en centrales du Doron de Beaufort. Si le nom de la commune restera associé, à celui  de l'aluminium, c'est pourtant avec le carborundum que s'est effectué un nouveau démarrage en 1920 et cette production devait s'y maintenir, dans la dépendance de l'usine d'Arbine (La Bâthie), jusqu'en 1942-43 : à cette date on y transférera le matériel encore utilisable. Ce n'est, en effet, qu'à partir de 1930 que le grand aciériste   s'est posé en concurrent d'AFC (la future Pechiney) pour la production du métal blanc. Il devait y ajouter, à partir de 1939 son usine de Lannemezan. La production de l'usine d'aluminium de Venthon est passée de 820 tonnes cette première année 1930 à 5 200 tonnes en 1940. 210 personnes y étaient employées. Grâce à de nouveaux investissements en 1956 puis en 1965, la capacité a été portée à 28 000 tonnes. Les cuves ont fonctionné jusqu'en 1994, la fonderie jusqu'en 2003. À côté des halls d'électrolyse avaient été montés des ateliers de première transformation en fil-machine, en plaques et en billettes expédiés aux quatre coins de la France. Cette valorisation permettait de rester concurrentiel alors que depuis la nationalisation de l'électricité par EDF en 1946 avait disparu la rente énergétique.

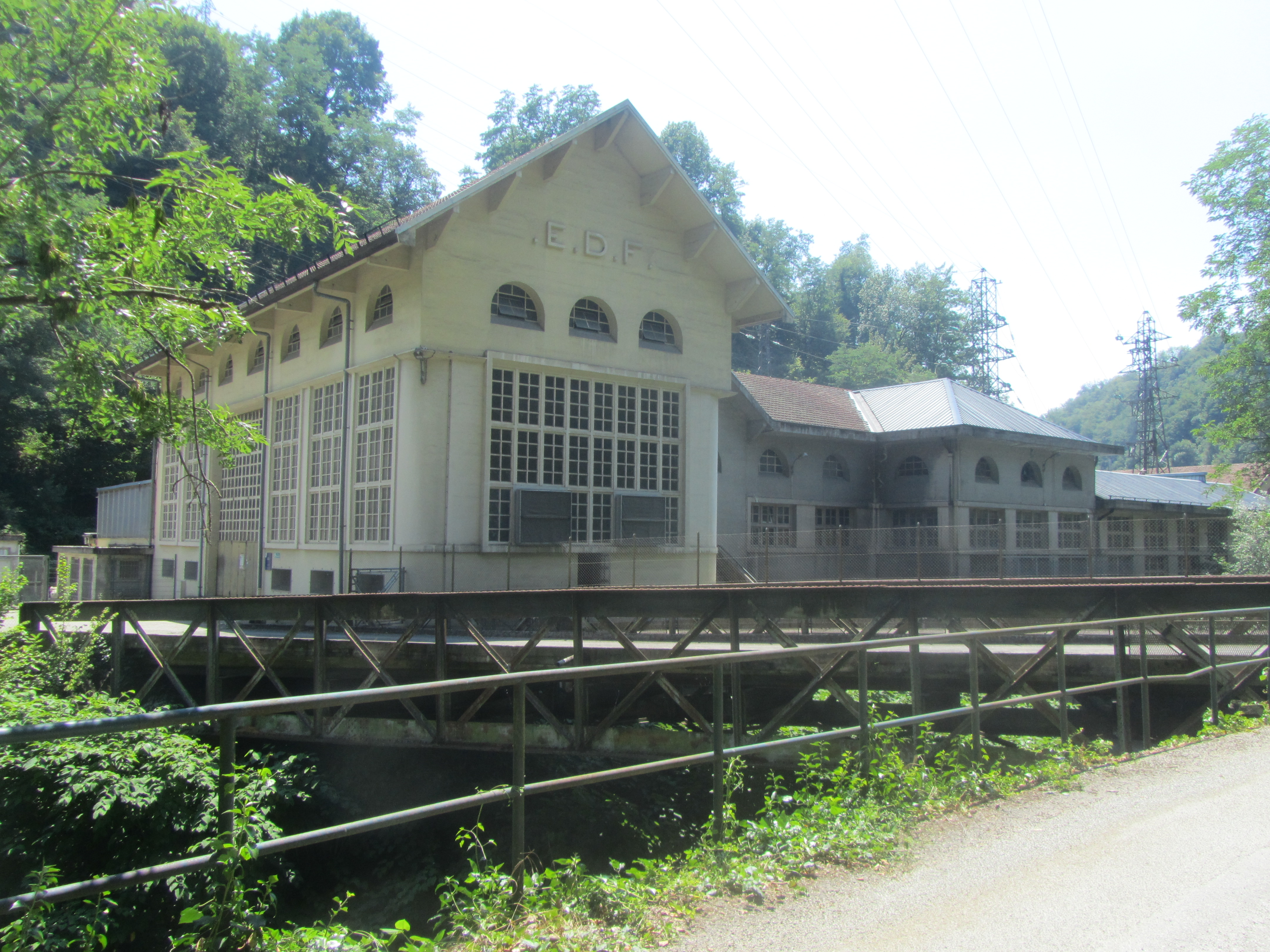
Centrale EDF de Venthon.

L'usine a tenté de développer une deuxième activité après la Deuxième Guerre mondiale en jouant une modeste partie dans la chaîne de production du zirconium. Du fait de la proximité d'Ugine qui s'était lancée depuis 1960 dans la métallurgie de ce métal, il avait été jugé commode d'installer à Venthon diverses activités annexes (labo de recherches, ateliers de forge et de laminage, contrôle de qualité, centralisation des commandes) qui mobilisaient 110 des 360 employés en 1971. Le marché des nombreuses centrales nucléaires programmées ouvraient alors de vastes perspectives. Mais la formation, l'année suivante, du groupe PUK (Pechiney-Ugine-Kuhlmann) a été l'occasion d'une réorganisation dont notre usine a fait les frais. Le laboratoire de recherches a été épargné par cette restructuration jusqu'en 2002. À cette date, il a été  transféré à Ugine avec ses 35 employés. Il y côtoie les installations métallurgiques que les aciéries d'Ugine ont cédé en 1979 à la Compagnie Européenne du Zirconium Ugine Sandvik (CEZUS). Les bâtiments industriels ont été rasés depuis.
Un barrage de Venthon a été construit en 1896.

## Culture locale et patrimoine

### Lieux et monuments
- Église Saint-Donat

## Tableaux

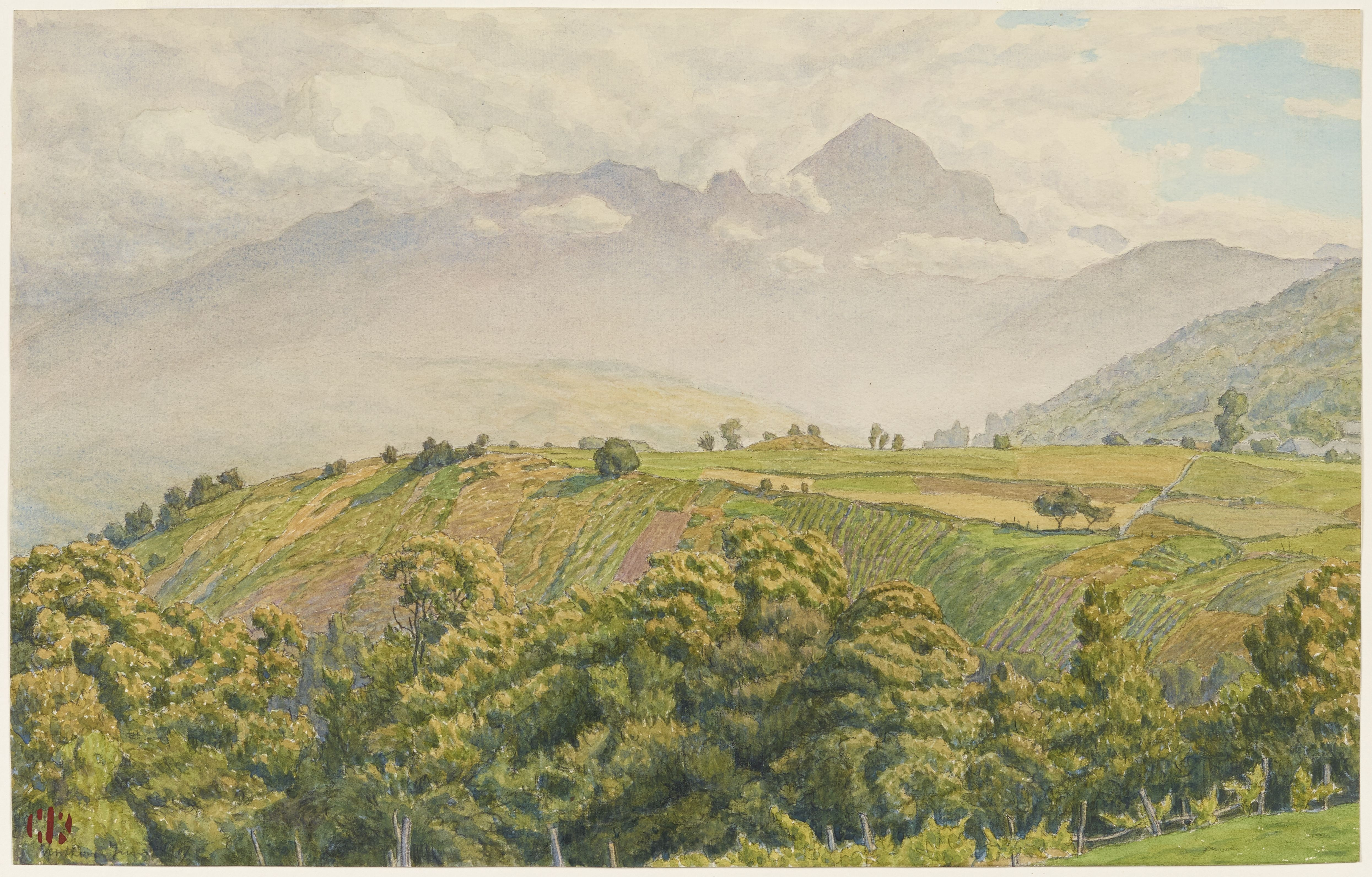
Henri Rivière : Matin brumeux sur le Charvin [Venthon] (dessin, 1919).